# Neuseeländische Badmintonmeisterschaft 2010
Die Neuseeländische Badmintonmeisterschaft 2010 fand vom 6. bis zum 8. August 2010 in Hamilton statt.

## Medaillengewinner
| Disziplin    | Gold                          | Silber                                   | Bronze                                |
| ------------ | ----------------------------- | ---------------------------------------- | ------------------------------------- |
| Herreneinzel | Tjitte Weistra                | Michael Fowke                            | James Eunson                          |
| Herreneinzel | Tjitte Weistra                | Michael Fowke                            | Joe Wu                                |
| Dameneinzel  | Amanda Brown                  | Clare Chapple                            | Madeleine Stapleton                   |
| Dameneinzel  | Amanda Brown                  | Clare Chapple                            | Emma Chapple                          |
| Herrendoppel | Oliver Leydon-Davis Henry Tam | Thana Arikrishanan Jian Chew             | Brock Matheson Asher Richardson       |
| Herrendoppel | Oliver Leydon-Davis Henry Tam | Thana Arikrishanan Jian Chew             | Kevin Dennerly-Minturn James Paterson |
| Damendoppel  | Donna Haliday Danielle Barry  | Clare Chapple Emma Chapple               |                                       |
| Mixed        | Henry Tam Donna Haliday       | Oliver Leydon-Davis Felcity Leydon-Davis | Jian Chew Bronwyn Hopkin              |
| Mixed        | Henry Tam Donna Haliday       | Oliver Leydon-Davis Felcity Leydon-Davis | Te Ao Kura Van Selm Doriana Rivera    |